# Jagged Thoughts
Jagged Thoughts è il terzo album in studio del gruppo punk statunitense American Steel, pubblicato nel 2001.

## Tracce
1. Shrapnel – 4:28
2. New Religion Every Day – 3:23
3. Rainy Day – 4:11
4. There's a New Life – 1:32
5. Lonely All the Time – 4:42
6. Maria – 4:52
7. Time Gone By – 1:54
8. Turn It Out – 2:29
9. Two Crooks – 2:40
10. Wake Up Alone – 2:44
11. I Don't Mind – 5:13
12. Day to Night (Like a Hint) – 5:34